# Anthony Okpotu
Anthony Okpotu (Makurdi, 3 marzo 1994) è un calciatore nigeriano, attaccante dell'Al-Adalah.

## Carriera

### Club
Dal 2012 al 2013 e dal 2015 al 2018 gioca nei Lobi Stars, nella prima divisione nigeriana; fra questi due periodi ha giocato per due anni in Libia nell'Al-Ittihad Tripoli.
Nel 2018 gioca 2 partite in CAF Champions League con il Difaâ El Jadida.

### Nazionale
Nel 2018 ha esordito con la nazionale maggiore nigeriana; in precedenza aveva giocato 6 partite nella nazionale Under-20.

## Palmarès

### Club

#### Competizioni nazionali
- Coppa di Tunisia: 1

Monastir: 2019-2020

### Individuale
- Capocannoniere del campionato nigeriano: 1

2017 (19 reti)